# Малочетинести червеи
Малочетинестите червеи (Oligochaeta, Олигохети) са подклас прешленести червеи съставляващи около половината от видовото разнообразие на типа. Те са широко разпространена група в природата, които обитават в големи количества сладководните водоеми и моретата и играят важна роля в трофичните вериги на по-висшите животни (основно рибите). Сухоземните видове имат огромна роля в почвообразуването, която се изразява в аерация и поддържане на киселинните свойства на почвите, увеличаването на нитратите и органичното вещество, хумусообразуването. Някои от видовете са междинни гостоприемници и резервоари на паразити при хора и животни.

## Морфологични особености
Малочетинестите червеи имат удължено хомономно начленено тяло с размери вариращи от 0,5 mm до 3 m при австралийския червей Megascolides australis. На главовия край липсват характерните за многочетинестите червеи палии и антени, а параподите са редуцирани и от тях в кожно-мускулната обвивка на всеки сегмент се запазват само по няколко четинки. Оттук идва и името на таксона. Първият сегмент на тялото се нарича простомиум и е лишен от придатъци. Вторият сегмент се нарича перистомиум и в него се намира устата. Броят на членчетата на тялото варира като при някои видове достига до 600. Обикновено четинките са разположени на страничната коремна част на всеки от сегментите в два реда. Така във всеки сегмент има по 4 снопчета четинки като броят на четинките в снопчетата варира. Четинките служат при движението и особено при сухоземните представители. Последният сегмент на тялото се нарича пигидиум и на него се отваря ануса. Клителумът при различните видове е образуван от различен брой сегменти и е разположен в предната част на тялото.
Кожно-мускулната торба е покрита от тънка кутикула, секретирана от богат на жлезисти клетки епителен пласт. Секретът отделян от на кожните жлези поддържа непрекъсната влажност на тялото. Под епителния пласт са разположени два добре развити слоя от мускули, които биват: външен напречен и вътрешен надлъжен. Вторичната телесна празнина е разделена от добре развити междусегментни прегради. Телесната празнина е изпълнена с телесна течност, която поддържа тургура на тялото. Тя се свързва с външната среда посредством пори на кожно-мускулната торба, разположени по гръбната линия на тялото, между сегментите.

### Храносмилателна система
Храносмилателната система е добре развита. След устата следва глътка, хранопровод, мускулест стомах, ентодермално средно черво и ектодермално задно черво. Характерна особеност за храносмилателната система на голяма част от сухоземните олигохети е наличието на специални „Моренови жлези“, които се изливат в хранопровода. В гръбната част на средното черво се наблюдава ясно изразено вдлъбване, наречено тифлозолис. Мореновите жлези отделят секрети, неутрализиращи хумусните киселини, които земните червеи поемат с почвата, а тифлозолиса увеличава общата смилателна и смукателна повърхност на средното черво.

### Кръвоносна система
Състои се от два главни кръвоносни съда – гръбен и коремен. В областта на предния край са свързани с няколко напречни кръвоносни съда. Кръвта се движи благодарение на пулсациите на гръбния и напречните кръвоносни съдове, които често са наричани като „пръстеновидни сърца“. При повечето представители кръвта е червена поради наличието на хемоглобин и се движи по гръбния кръвоносен съд отзад напред, а по коремния съд отпред назад.

### Отделителна система
Отделителната система е от метанефридиален тип. Нефростомите на метанефридиите се отварят в предния сегмент, а нефропорусите в следващия сегмент. Съществуват и хлорагогенни клетки, които са разположени по вътрешната повърхност на средното черво и на кръвоносните съдове. Натрупаните тях разпадни продукти се изхвърлят от тях във външната среда чрез гръбните пори.

### Дишане
Дишането при сухоземните и повечето водни малочетинести червеи се осъществява чрез цялото тяло. Повърхностните слоеве на кожно-мускулната торба са богато снабдени с кръвоносни съдове, тялото е и непрекъснато влажно отвън. При някои водни видове дихателни функции се изпълняват от последния отдел на червото, който е богато снабден с капилярни съдове.

### Нервна система
Над глътката многочетинестите червеи има чифт добре развити мозъчни ганглии. От тях излизат окологлътъчни конективи, съединяващи се на коремната страна с коремната нервна верига. Броят на ганглиите по коремната нервна верига при повечето представители съответства на броя на сегментите на тялото. Осезателните органи са слабо развити. При някои земни червеи се установяват светлочувствителни клетки, разположени по повърхността на тялото. С тяхна помощ животните различават светло и тьмно. Прости очи съществуват само при някои водни видове.

### Полова система
Основно са хермафродитни животни. Половите жлези са локализирани в малко на брой сегменти, разположени в предната част на тялото. От тях излиза по едно каналче наречено семепровод. Семенниците и семепроводите са покрити от три чифта семенни мехурчета, които са съединени с обща празнина. Сперматозоидите попадат от семенниците в семенните мехурчета, където съзряват. Чрез общ семепровод мъжката полова система се отваря на коремната страна на някои от сегментите.
Женската полова система се състои от един чифт яйчници. Чрез къси яйцепроводи те се отварят. В по-предни членчета се намират и семеприемници. През време на копулацията в тях постъпват сперматозоидите от другия партньор и се съхраняват до оплождането.

## Размножаване
Независимо че червеите са хермафродитни, оплождането е кръстосано. В процеса на оплождането активна роля играе т.нар. клителум, разположен при земни червеи в сегменти от 32 до 37. Сегментите на клителума са по-удебелени и по-тъмни в сравнение с останалите телесни сегменти и външно наподобяват на поясче в предната третина на тялото. Те са богати на жлезисти клетки, които отделят слуз, изграждаща яйчното пашкулче.
Няколко дни след обмяната на сперматозоидите, когато яйцата са вече узрели, клителума отделя обилна слуз, която на въздуха се втвърдява и образува еластично пръстенче (муфа) около тялото на червея. Чрез движения на тялото червеят се изхлузва назад, а образуваната муфа се придвижва напред. Когато мине през 14-ия сегмент в нея се снасят няколко яйца. Продължавайки движението си напред образуваната муфа с яйцата минава и покрай 9-ия и 10-ия сегмент, където са разположени отворите на семеприемниците. Тук се отделят сперматозоидите, получени от другия партньор и се извършва оплождане на яйцата. Чрез по-нататъшни движения червеят се изхлузва от муфата, двата и края се затварят и тя се превръща в пашкулче, в което се намират оплодените яйца. Пашкулчето попада в почвата и в него чрез пряко развитие се излюпват младите индивиди.
Освен чрез полово размножаване някои малочетинести червеи се размножават и по безполов път, чрез „архитомия“. Архитомията се изразява в разпадане на тялото на червея на няколко части или даже отделни сегменти, които чрез регенерация възстановяват съответно преден и заден край и нарастват до възрастни индивиди. Регенерационната способност на тъканите е много силно изразена.

## Класификация
- Randiellidae Erséus & Strehlow, 1986
- Naididae / Tubificidae Vejdovsky, 1884
- Narapidae Righi, 1983
- Opistocystidae Cernosvitov, 1936
- Dorydrilidae Cook, 1971
- Parvidrilidae Erséus, 1999
- Phreodrilidae Beddard, 1891
- Propappidae Coates, 1986
- Haplotaxidae Michaelsen, 1900
- Tiguassuidae Brinkhurst, 1988
- Lumbriculidae Vejdovsky, 1884
- Enchytraeidae Vejdovsky, 1879
- Moniligastridae Claus, 1880
- Alluroididae Michaelsen, 1900
- Syngenodrilidae Smith & Green, 1919
- Glossoscolecidae Michaelsen, 1900
- Tumakidae Righi, 1995
- Ailoscolecidae Bouché, 1969
- Sparganophilidae Michaelsen, 1918
- Microchaetidae Michaelsen, 1900
- Tritogeniidae Plisko, 2013
- Lumbricidae Claus, 1876
- Kynotidae Brinkhurst & Jamieson, 1971
- Hormogastridae Michaelsen, 1900
- Lutodrilidae McMahan, 1978
- Criodrilidae Vejdovsky, 1884
- Almidae Duboscq, 1902
- Ocnerodrilidae Beddard, 1891
- Acanthodrilidae Claus, 1880
- Octochaetidae Michaelsen, 1900
- Exxidae Blakemore, 2000
- Megascolecidae Rosa, 1891
- Eudrilidae Claus, 1880